# Doneraile
Doneraile (iriska: Dún ar Aill) är ett samhälle i grevskapet Cork på Irland. Doneraile är beläget vid sidan om vägen N20 mellan Limerick och Cork samt Mitchelstown, belägen cirka 12 kilometer norr om staden Mallow.